# زنجیره‌سازی عقب‌سو
زنجیره‌سازی عقب‌سو (به انگلیسی: Backward chaining) یکی از دو روش استنتاج منطقی در موتور استنتاج می‌باشد. روش دیگر زنجیره‌سازی جلوسو می‌باشد.
در این روش برای اثبات یک گزاره، از گزاره شروع کرده و با بررسی مقدمات آن در پایگاه دانش سعی می‌شود که گزاره اثبات شود.